# Представлення фазового простору
У предсталенні фазового простору квантова механіка трактує одноманітно як координати, так і імпульси частинок, що утворюють фазовий простір, на відміну від трактування Шредінгера, де використовується координатне імпульсне зображення. Два ключові елементи фізичної картини в поданні фазового простору полягають у наступному: квантовий стан описується квазіймовірнісним розподілом (замість хвильової функції, векторів стану або матриці щільності), і оператор множення замінюється зірковим добутком.
Теорія була повністю розроблена Хілбрандом Груневолдом в 1946 році у своїй кандидатській дисертації і незалежно Хосе Моялем. Кожна з цих робіт базувалася на більш ранніх ідеях, сформульованих Германом Вейлем і Юджином Вігнером.
Головна перевага квантової механіки в предсталенні фазового простору полягає в тому, що воно робить квантову механіку аналогічною механіці гамільтона, уникаючи формалізму операторів, тим самим «звільняючи» квантування від «тягаря» гільбертового простору. Це формулювання носить статистичний характер і пропонує логічні зв'язки між квантовою механікою та класичною статистичною механікою, що дозволяє природне порівняння між ними в так званій класичній границі, тобто при {\displaystyle \hbar \rightarrow 0}. Квантова механіка в фазовому просторі часто використовується в певних додатках квантової оптики, при вивченні декогеренції і цілій низці спеціальних технічних проблем, хоча цей формалізм рідко використовується на практиці.
Концептуальні ідеї, що лежать в основі розвитку квантової механіки в фазовому просторі, втілилися в математичних відгалуженнях, таких як алгебрична теорія деформування і некомутативна геометрія.